# Tünde Csonkics
Tünde Csonkics (20 de setembro de 1958) é uma jogadora de xadrez da Hungria com participação nas Olimpíadas de xadrez. Tünde participou das edições de 1980, 1982,  1992 e 1994 tendo conquistado três medalhas no total. Na edição de 1980 conquistou a medalha de prata por equipes estando no tabuleiro reserva. Na edição seguinte, conquistou a medalha de bronze jogando novamente no tabuleiro reserva. Em 1994, conquistou novamente a medalha de prata no tabuleiro reserva.